# بادام شرقی
بادام شرقی یا بخورک (به گویش شیرازی) یا پاسورک (به گویش دوانی) (نام علمی: Amygdalus orientalis) گونه‌ای بادام است که بومی غرب ایران و شمال عراق است.
این درخت در جنگل‌های غرب ایران بیشتر در استان‌های کرمانشاه (کوه قلاجه، کوه شاهو) و کردستان (قلعه حاجی) می‌روید.
درختچه خارداری است که تا ۳ متر بلند می‌شود و شاخه‌های انبوه و گسترده‌ای دارد. شاخه‌های جوان آن ترکه‌ای، راست، با کرک‌های پتوئی سفید انبوه است که به تدریج بدون کرک می‌شود و در حالت مسن‌تر به رنگ خاکستری-قهوه‌ای یا خاکستری درمی‌آید. برگ‌هایش تا ۴ سانتی‌متر طول و تا ۲ سانتی‌متر عرض دارند و واژتخم‌مرغی، واژ سرنیزه‌ای، قاشقی یا بیضوی هستند. تقریباً بدون دمبرگ هستند یا اینکه دمبرگی تا ۵ میلی‌متر دارند. برگ‌ها یا کامل‌اند و در بیشتر برگ‌ها در بخش فوقانی پهنک‌ها تقریباً کنگره‌ای با دو سطح کرک پتوئی سفید که در سطح زیرین انبوه‌تر است. گل‌ها دمگل کوتاه پوشیده از کرک پتوئی دارند. میوه‌های آن ابتدا کرک سفید دارند که بتدریج برطرف می‌شود و طولی بین ۲ تا ۳ میلی‌متر دارد.